# Umberto Lungavia
Umberto Lungavia (* 24. Februar 1901 in San Pier d’Arena; † 13. September 1970 in Genua) war ein italienischer Wasserballspieler.

## Karriere
Lungavia nahm an den Olympischen Spielen 1920 in Antwerpen teil. Hier erreichte er mit der italienischen Nationalmannschaft den elften Rang.